# بومون (كيبك)
بومون (بالإنجليزية: Beaumont, Quebec)‏ هي بلدية محلية في كيبيك تقع في كندا في Bellechasse regional county municipality. يقدر عدد سكانها بـ 2,420 نسمة ومساحتها 44.70 كم2 .

## أعلام
- أوبيرت كوتيه